# Iván Abdulov
Iván Filipóvich Abdulov (en ruso: Ива́н Фили́ппович Абду́лов; Shumija, 1922 - Liubotín, 11 de marzo de 1943) fue un francotirador soviético que combatió en las filas del Ejército Rojo durante la Segunda Guerra Mundial. Las fuentes varían ampliamente en cuanto al número de enemigos que abatió en la guerra; sus documentos oficiales de condecoración indican al menos 298 muertes, pero muchos periódicos de la guerra dan estimaciones más altas.

## Biografía
Iván Abdulov nació en 1922 en el seno de una familia rusa en la pequeña localidad rural de Shumija —actualmente situada en el óblast de Kémerovo en Rusia—. Después de terminar su educación primaria, trabajó en una granja colectiva como conductor de tractor antes de que empezara la guerra.
Tras ingresar en el Ejército Rojo con su hermano Kirill en diciembre de 1941, fue enviado al frente. Él y su hermano se ganaron la reputación de buenos francotiradores. El 4 de diciembre de 1942, recibió la Orden de la Estrella Roja por matar a 112 soldados enemigos. Sus amigos de la guerra recordaban cómo le gustaba salir a cazar francotiradores temprano por la mañana, antes del amanecer. También entrenó a muchos otros francotiradores y, ocasionalmente, fue enviado a otros regimientos para enseñarles sus técnicas de francotirador. Para enero, había matado a 120 soldados enemigos más, algunos con fuego de francotiradores, pero otros con granadas y ametralladoras.
Durante una batalla en febrero, se negó a ser trasladado a un puesto médico a pesar de estar gravemente herido, insistiendo en ayudar a evacuar a otros soldados heridos. El 11 de marzo de 1943, murió en combate durante una intensa batalla en Ucrania. Tras la muerte de su comandante, lideró a sus compañeros en un ataque, destruyó dos tanques enemigos con granadas antitanque y abatió a treinta y cinco enemigos con fuego de ametralladora.
El 26 de octubre de 1943 se le concedió póstumamente el título de Héroe de la Unión Soviética. Su puntuación final como francotirador sigue siendo incierta. Sus hojas de condecoración le atribuyen 298 enemigos abatidos en batallas defensivas, aunque no especifican cuáles fueron eliminados por fuego de francotirador y cuáles por otros medios. Al menos cinco de sus muertes fueron de francotiradores enemigos. Un periódico de primera línea afirmó que mató a 352 enemigos, pero un libro publicado en 1996 le atribuye la muerte de 375. Un libro afirma que mató a 428 nazis.

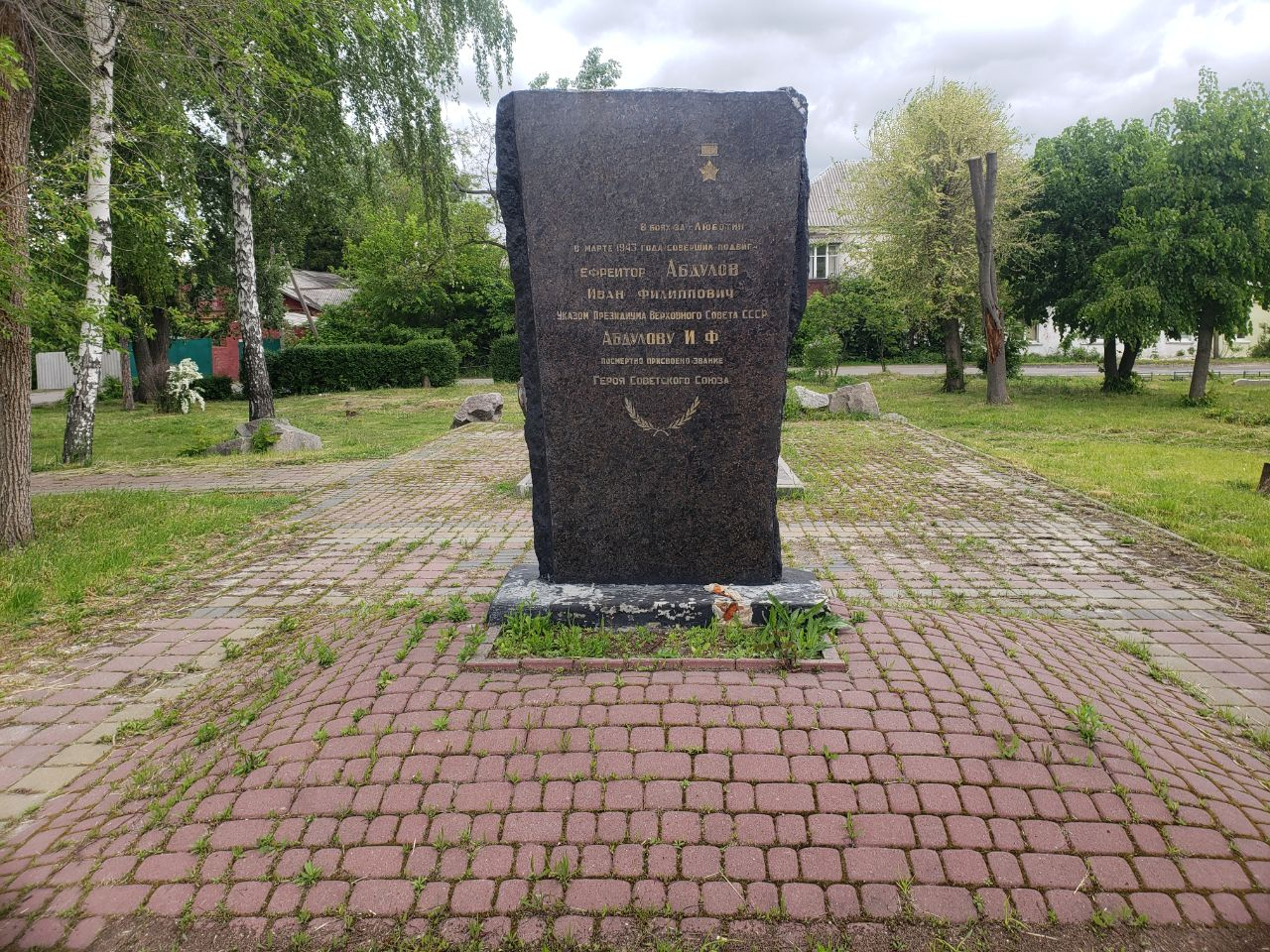
Monumento conmemorativo en honor del cabo Iván Abdulov en Liubotín (Ucrania)

Fue enterrado en una fosa común en el parque central de la ciudad de Liubotín.

## Condecoraciones
|  | Héroe de la Unión Soviética (26 de octubre de 1943) |
|  | Orden de Lenin (26 de octubre de 1943)              |
|  | Orden de la Estrella Roja (4 de diciembre de 1942)  |